# Verticordia pulchella
Verticordia pulchella är en myrtenväxtart som beskrevs av Alexander Segger George. Verticordia pulchella ingår i släktet Verticordia och familjen myrtenväxter. Inga underarter finns listade i Catalogue of Life.